# A világ 10 legveszélyesebb szökevénye
A világ 10 legveszélyesebb szökevénye listát az amerikai egyesült államokbeli Szövetségi Nyomozóiroda és a Forbes amerikai kiadó- és médiavállalat teszi közzé. A lista 10 szökevény nevét és egyéb adatait tartalmazza, amit a Forbes a nemzetközi bűnüldöző szervek segítségével válogat össze, mint a világ legkeresettebb személyeit. A lista első kiadása 2008 áprilisában volt. Ezt követően a Forbes 2008 augusztusában közzétett egy másik listát is, amely kizárólag a fehérgalléros bűnözésre koncentrál: A világ 10 legkeresettebb fehérgalléros bűnözője. Oszáma bin Láden halálát követően 2011 májusában új listát adtak ki.

## Szökevények

### 2011
1. Joaquín „Köpcös” Guzmán, mexikói drogbáró, a Sinaloa Kartell vezetője (Elfogták 2016. január 6-án.)
2. Ayman al-Zawahiri, az egyiptomi al-Káida vezetője és Oszáma bin Láden utóda
3. Dawood Ibrahim, indiai gengszter, a D-Company feje
4. Semion Mogilevich, befolyásos orosz (moszkvai) gengszter
5. Nasir al-Wuhayshi, a jemeni al-Káida vezetője (elhunyt 2015. június 12-én)
6. Matteo Messina Denaro, az olasz Cosa Nostra vezére
7. Alimzhan Tokhtakhunov üzbegisztáni szervezett bűnözés alakja
8. Félicien Kabuga, érintett az 1994-es ruandai népirtás szervezésében és finanszírozásában
9. Joseph Kony, az Úr Ellenállási Hadseregének ugandai vezetője
10. Dokka Umarov, csecsen iszlamista terrorista Oroszországban (elhunyt 2013. szeptember 7-én.)

### 2008
1. Oszáma bin Láden, a szaúd-arábiai al-Káida vezetője. Elhunyt 2011. május 2-án.
2. Joaquín „Köpcös” Guzmán
3. Alimzsan Turszunovics Tohtahunov(wd)
4. Dawood Ibrahim
5. Matteo Messina Denaro
6. Félicien Kabuga
7. Manuel Marulanda Vélez, a Kolumbia Forradalmi Fegyveres Erői vezetője. Elhunyt 2008. március 26-án.
8. Joseph Kony
9. James „Whitey” Bulger(wd), ír származású amerikai. Letartóztatták 2011. június 22-én. Elhunyt 2018. október 30-án.[1]
10. Omid Tahvili, iráni–kanadai gengszter

#### Fehérgalléros szökevények 2008
1. Jacob „Kobi” Alexander, izraeli–amerikai. Az Amerikai Egyesült Államokban körözik értékpapír csalás(wd) miatt, jelenleg Namíbiában tartózkodik.
2. Ghaith Pharaon, szaúd-arábiai. A Nemzetközi Kereskedelmi és Hitelbank botrányában való részvétellel gyanúsítják. (Elhunyt 2018. január 6-án — [2])
3. Lai Changxing, kínai. Kína körözi vesztegetésért és a csempészetért 6 milliárd amerikai dollár értékben. Kanadában tartózkodott, 2011 júliusában Kínának kiadatták.
4. Gao Shan, kínai, most Kanadában van. Kínában sikkasztás miatt körözték. (Elhunyt 2016. május 3-án.)
5. Thakszin Csinavat, korábbi thai miniszterelnök és üzletember. Thaiföldön körözik hatalommal való visszaéléssel, 90 millió amerikai dollár feletti kölcsön miatt.
6. Tomo Razmilovic, Horvátország. Amerikai egyesült államokbeli értékpapírcsalással körözik.
7. Jean Claude Lacote, francia. Belgiumban körözik pénzmosás és gyilkosság gyanújával.
8. Borisz Abramovics Berezovszkij, orosz. Oroszországban körözték csalás és pénzmosás vádjával, távollétében 6 év börtönre ítélték az Aeroflot orosz állami légitársaságból való körülbelül 9 millió amerikai dollár „lecsapolásáért”.
9. James Eberhart, amerikai. Az Amerikai Egyesült Államokban körözik postai csalás és a pénzmosás miatt. 2014. december 8-án 120 hónap börtönre ítélték a szövetségi börtönbe.
10. Joseph McCool, amerikai. Az Amerikai Egyesült Államokban körözik csalás miatt. A vád szerint Ponzi-rendszert működtetett.[3]

## Fordítás
- Ez a szócikk részben vagy egészben  a   The World's 10 Most Wanted Fugitives című angol Wikipédia-szócikk ezen változatának fordításán alapul.  Az eredeti cikk szerkesztőit annak laptörténete sorolja fel. Ez a jelzés csupán a megfogalmazás eredetét és a szerzői jogokat jelzi, nem szolgál a cikkben szereplő információk forrásmegjelöléseként.